# Raffaele Schiavi
Raffaele Schiavi (Cava de' Tirreni, 15 de março de 1986) é um futebolista italiano, que atua nà Calcio Catania. Joga como zagueiro.

## Carreira
Schiavi defendeu três clubes: a Salernitana, o Brescia e o Lecce, onde teve duas passagens: entre 2005 e 2006, tendo disputado uma partida, e de 2007 até hoje.